# Руанда-Урунди
Руа́нда-Уру́нди — мандатная территория Лиги Наций (группа «В») под управлением Королевства Бельгии с 20 июля 1922 года; с 13 декабря 1946 подопечная территория ООН под тем же управлением; 1 июля 1962 года на территории Руанда-Урунди образованы независимые государства Руанда и Бурунди (Урунди — название Бурунди на языке суахили).

## Краткий обзор
В процессе Германской колонизации восточной Африки Королевство Руанда (признав власть немецкого резидента) в 1898 году вошло в состав Германской Восточной Африки, куда в 1903 году (признав власть германского губернатора) вошло Королевство Бурунди. В 1916 году, во время Первой мировой войны, территории Руанды и Бурунди завоёваны войсками Бельгийского Конго.
По Версальскому договору эти земли (под названием Руанда-Урунди) отошли к Бельгии, на которые Лига Наций 20 июля 1922 года выдала мандат. По условиям мандата, Бельгия должна была развить территории и подготовить их к независимости.
 Жители территории получили право обжаловать в Лигу наций «злоупотребления местных властей», чем активно пользовались, но их обращения переадресовывались в администрацию мандата в Руанда-Урунди «для изучения и принятия мер на месте».
В 1920 году администрация колонии Бельгийского Конго основала в Руанда-Урунди несколько медицинских училищ по подготовке помощников медсестер и санитаров для больниц. К 1958 году в Руанда-Урунди функционировали 8209 школ для местных жителей, в том числе 5288 начальных школ при миссиях и 2906 начальных школ, содержавшихся за счет бюджета колонии, из которых 1141 школа с двухгодичным циклом обучения, 25 средних школ и учительских курсов.
Однако, как и большинство западных стран-колонизаторов, Бельгия нещадно эксплуатировала Руанду-Урунди, используя испытанные практику управления в Бельгийском Конго, которая заключалась в грабеже природных богатств страны, в том числе посредством создания и нередко поддержания традиционной структуры власти. Правящий класс общества, как у рунди, так и народа руанда состоял из представителей группы тутси (традиционно скотоводов), издавна управлявшей во много раз преобладающей группой земледельцев хуту; кроме того, в стране проживали пигмеи тва (охотники и собиратели), которые находились внизу «социальной лестницы». Использовав это расслоение общества и нередкие имущественные противоречия между группами, бельгийские управленцы смогли направить гнев и недовольство хуту не против колониальной администрации, а против господствующей группы тутси.
После роспуска Лиги Наций Руанда-Урунди стала подопечной территорией ООН и 13 декабря 1946 года передана под управление Бельгии с условием подготовки территории к независимости.
Как и остальные западноевропейские государства, которым были переданы под управление их бывшие колонии, Бельгия, точнее — её местная администрация, оказалась неготовой к возникновению и развитию в 1950-х годах повсюду в Африке национально-освободительных движений за обретение независимости. Такое движение в Бельгийском Конго, богатом бриллиантами и другими природными богатствами, возглавляемое национальной элитой, которая начала формироваться, очень скоро перекинулось на Руанду-Урунди.
30 июня 1960 года получило независимость Бельгийское Конго (ныне Демократическая Республика Конго). Специальная сессия ООН 27 июня 1962 года приняла решение о ликвидации с 1 июля 1962 года бельгийской опеки над Руанда-Урунди, на территории которой в этот же день образовались два независимых государства: Руандийская Республика и королевство Бурунди, разделёнными по прежним границам.

## Административное деление
Бельгийский мандат Руанда-Урунди состоял из 2 резидентств: Руанда со столицей в Астриде (позднее в Кигали) и Урунди со столицей в Китеге, которые делились на территории, включавшие в себя более мелкие административные единицы.

### Резидентство Руанда
В 1929 году резидентство Руанда делилось колониальными властями на 10 регионов с центрами в населённых пунктах: Астрида (являлась ещё и административным центром всего резидентства), Гатсибу (ныне в районе Гатсибо Восточной провинции Руанды), Кабая (ныне в районе Нгорореро Западной провинции), Кигали, Кисеньи, Мушао (ныне в районе Каронги Западной провинции), Ньянза, Рукира (ныне в районе Нгома Восточной провинции), Рухенгери и Шангугу; регионы состояли из вождеств (фр. chefferie), которые, в свою очередь, делились на подвождества (фр. sous-chefferie).
В период с 1929 по 1933 год бельгийскими властями с целью укрупнения регионов «в соответствии с природно-климатическими условиями» была проведена реформа административно-территориального устройства, по результатам которой в 1938 году подмандатная Руанда (столицей которой к тому времени стал город Кигали) состояла уже из 8 территорий с центрами в поселениях: Астрида, Бьюмба, Кибунгу, Кигали, Кисеньи, Ньянза, Рухенгери и Шангугу. В 1959 году была создана префектура Гитарама.

### Резидентство Урунди
В 1929 году резидентство Урунди делилось колониальными властями на 9 регионов с центрами в населённых пунктах: Гози, Китега, Мурамвья, Мухинга, Ньянза, Руйиги, Румонге, Рутана и Усумбура. 7 марта 1932 года было разделено на 7 территорий с центрами в поселениях: Бурури, Китега, Мухинга, Нгози, Руйиги, Рутана и Усумбура; регионы, как и в Руанде, состояли из вождеств, которые, в свою очередь, делились на подвождества.
14 августа 1949 года была создана территория с центром в Бубанзе и воссоздан регион с центром в Мурамвье. 25 декабря 1959 года подвождества и прочие административные единицы третьего уровня были заменены коммунами. 26 сентября 1960 года вождества были заменены 18-ю провинциями: Бубанза, Букирасази (ныне в составе провинции Гитега Бурунди), Бурури, Гитега, Карузи, Каянза, Кирундо, Макамба, Мваро, Мвисаре (ныне в составе провинции Бужумбура-Рураль), Муйинга, Мурамвья, Нгози, Руйиги, Рутана, Усумбура, Чанкузо и Чибитоке.
- Территории Руанды-Урунди
- 1929 год
- 1938 год